# Bibi & Tina: Mädchen gegen Jungs
Bibi & Tina: Mädchen gegen Jungs is een Duitse familiefilm uit 2016 van Detlev Buck. De film is het vervolg op Bibi & Tina: Voll verhext! uit 2014.

## Verhaal
Enkele scholieren van een Parijse school komen naar de manege om het landelijke leven in Duitsland te verkennen. Samen met Bibi en Tina gaan ze op geocaching, waar het al snel een strijd wordt tussen de meisjes en de jongens. Urs, een van de scholieren, krijgt Alexander voor zijn team gewonnen waarna Bibi haar hekserij nodig heeft om te kunnen winnen. Net dan blijken haar krachten niet meer te werken.

## Rolverdeling
| Acteur              | Personage                   |
| ------------------- | --------------------------- |
| Lina Larissa Strahl | Bibi Blocksberg             |
| Lisa-Marie Koroll   | Tina Martin                 |
| Louis Held          | Alexander von Falkenstein   |
| Philipp Laude       | Urs Nägeli                  |
| Kostja Ullmann      | Leo Schmackers              |
| Michael Maertens    | graaf Falko von Falkenstein |
| Fabian Buch         | Holger Martin               |
| Winnie Böwe         | Susanne Martin              |